# Służba Bezpieczeństwa
La Służba Bezpieczeństwa Ministerstwa Spraw Wewnętrznych (AFI: [swuʐba bɛspʲɛtʂɛɲstfa miɲistɛrstfa spraf vefnɛ̃tʂnɨx], «Servicio de Seguridad del Ministerio de Asuntos Interiores»), también conocida por sus iniciales SB, era el servicio de inteligencia y policía secreta establecida en la República Popular de Polonia en 1956. Era el órgano principal en Polonia responsable de la represión política.
La SB remplazó a la anterior Urząd Bezpieczeństwa Publicznego («Oficina de Seguridad Pública») que era el nombre de cada una de las ramas regionales del Ministerio de Seguridad Pública de Polonia (Ministerstwo Bezpieczeństwa Publicznego).
Los miembros de la SB eran conocidos como esbecy (AFI: [ɛzbɛtsɨ]; en singular, esbek), aunque era más común la denominación ubecy (AFI: [ubɛtsɨ]; en singular, ubek), en referencia a la UBP, incluso años después de su sustitución por la SB.
Fue remplazado por el Urząd Ochrony Państwa en 1990 después de la caída del socialismo.

## Historia
La Służba Bezpieczeństwa (literalmente, "Servicio de Seguridad") funcionaba como una policía secreta y fue establecida en noviembre de 1956 después de la disolución del Comité para la Seguridad Pública (Komitet do spraw Bezpieczeństwa Publicznego), el cual era responsable de la policía política, contrainteligencia, inteligencia, protección personal y comunicaciones confidenciales. Fue la sucesora del Urząd Bezpieczeństwa o UB (Oficina de Seguridad).
Luego de estos cambios, la estructura principal que era responsable de la policía política, contrainteligencia, policía criminal, guardias de frontera, instalaciones presidiarias y rescates era el Ministerio de Asuntos Interiores (Ministerstwo Spraw Wewnętrznych) o MSW, que había sido establecido dos años antes (en 1954) para tareas administrativas. Służba Bezpieczeństwa se convirtió en el tercer departamento del MSW.

## Actividades del SB
Después de que fue renombrado como SB en 1956, entró en un periodo de relativa inacción durante la era de las reformas instituidas por Władysław Gomułka. Sin embargo, después de 1968, fue revivido como un cuerpo fuerte y se convirtió en el responsable de la implementación de la represión política (mayormente, asesinando a civiles hostiles), siendo más notorio en el caso del movimiento Solidarność. [cita requerida]El líder de este movimiento, Lech Wałęsa, estuvo bajo constante vigilancia de la SB, hasta su reemplazo por la Urząd Ochrony Państwa en 1990 tras la caída del comunismo.

## Víctimas de la SB
Uno de los casos más infaustos fue la tortura y ejecución en 1984 por parte de la SB del sacerdote católico Jerzy Popiełuszko. Desde 1990, varios agentes de la SB han sido juzgados por sus crímenes. También se sospecha que la SB haya asesinado a Stanislaw Pyjas.

## Cultura popular
La SB es mostrada en la serie de televisión polaca 1983 que se ambienta en un 2003 alternativo, en el que Polonia es todavía un país comunista. 